# Ronde de nuit (film, 1949)
Pour les articles homonymes, voir Ronde de nuit.
Pour plus de détails, voir Fiche technique et Distribution.
Ronde de nuit est un film français réalisé par François Campaux sorti en 1949.

## Synopsis
Deux agents de police rencontrent toutes sortes de gens lors de leur ronde.

## Fiche technique
- Titre : Ronde de nuit
- Réalisation : François Campaux
- Scénario : François Campaux, dialogues de François Campaux et Claude Accursi
- Décors : Robert Hubert
- Photographie : René Gaveau
- Musique : André Theurer
- Son : Jean Rieul
- Montage : Michelle David
- Producteur : Maurice Juven
- Année : 1949
- Pays :  France
- Société de production : Compagnie Générale Cinématographique
- Format : Son mono - Noir et blanc
- Genre : Policier
- Durée : 92 minutes
- Première présentation :
  - France :  9 septembre 1949
- Affiche : Roger Cartier (France)

## Distribution
- Tilda Thamar : la marquise
- Noël Roquevert : Bréchard
- Julien Carette : Trinquet
- André Gabriello : Pochard
- Jacques Baumer : Le Juge
- Georges Bever : le sacristain
- Pauline Carton : la concierge
- Pierre Larquey : Labiche
- Sinoël : Le bedeau
- Milly Mathis : La bourgeois
- René Hell : L'égoutier
- Henri Charrett : Le locataire à l'édredon
- Jean Clarieux
- Yvonne Claudie
- Didier d'Yd : Le fils du juge
- Pierre Duncan
- Marcelle Géniat : La locataire du sixième
- Claire Gérard : La femme du juge
- Jacques Henley : L'Anglais
- Palmyre Levasseur : Une locataire
- Yette Lucas : Madame Brécard
- Franck Maurice : Un dur
- Max Maxudian : Le colonel
- Raymond Meunier
- Geneviève Morel : La mère de Michel
- Nina Myral : La deuxième concierge
- Marcel Portier
- Marcel Pérès : Le père de Michel
- Albert Rémy : l'homme nu
- Maurice Schutz : Le vieux mendiant
- Lucy Valnor
- Francette Vernillat : La bouquetière
- Jacques Vertan
- André Wasley : Le cocher
- Lyne Carrel : une fille
- Sylvain : Un ami
- Lina Roxa  : Madame Ballu
- Sylviane Aladin
- Georges Questau
- Robertis